# Franz Schuh (Autor)

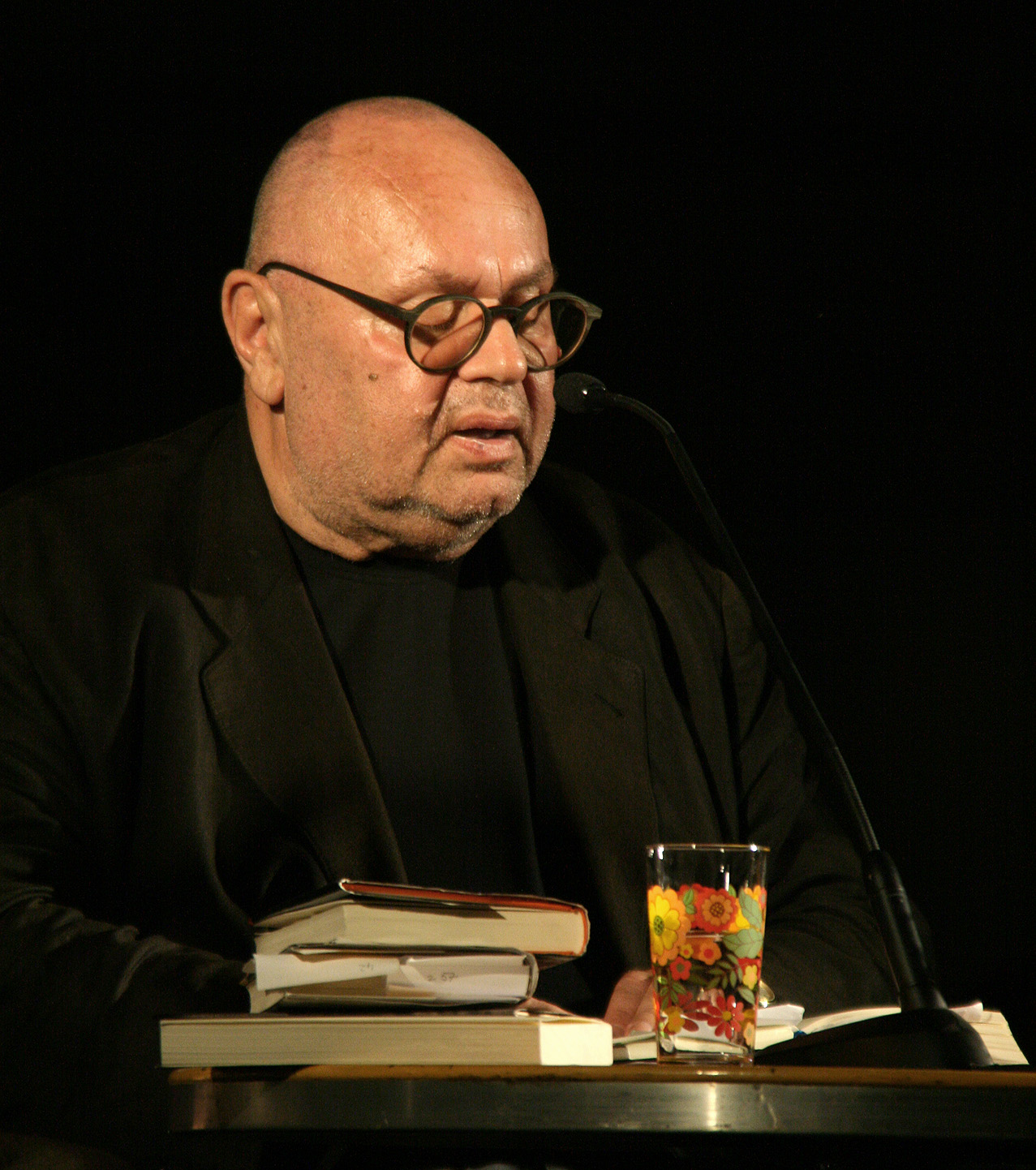
Franz Schuh (O-Töne 2008, Wien)

Franz Schuh (* 15. März 1947 in Wien) ist ein österreichischer Schriftsteller und Essayist.

## Leben
Franz Schuh studierte Philosophie, Geschichte und Germanistik in Wien und schloss das Studium 1975 mit der Promotion Hegel und die Logik der Praxis ab. 1976 bis 1980 war er Generalsekretär der Grazer Autorenversammlung, dann Redakteur der Zeitschrift Wespennest und Leiter des essayistischen und literarischen Programms des Verlags Deuticke. Er arbeitet als freier Mitarbeiter bei verschiedenen Rundfunkanstalten und überregionalen Zeitungen und als Lehrbeauftragter an der Universität für angewandte Kunst Wien und ist im Literaturhaus Wien und im Literaturhaus Salzburg zu Gast. Seit Juni 2009 schreibt er eine Kolumne im Magazin Datum und spricht im Radioprogramm Ö1 unter anderem in seinem Magazin des Glücks.
Seit 2020 verbringt Schuh krankheitsbedingt viel Zeit in Krankenhäusern als „Pflegefall“.

## Auszeichnungen
- 1985: Österreichischer Staatspreis für Kulturpublizistik
- 1987: Preis der Stadt Wien für Publizistik
- 2000: Jean-Améry-Preis
- 2006: Preis der Leipziger Buchmesse in der Kategorie Sachbuch/Essayistik für Schwere Vorwürfe, schmutzige Wäsche
- 2006: Schweizer Medienpreis Davos für außergewöhnliche Leistungen im Journalismus.[4]
- 2009: Tractatus-Preis des Philosophicum Lech
- 2009: Goldenes Ehrenzeichen für Verdienste um das Land Wien[5]
- 2011: Österreichischer Kunstpreis für Literatur
- 2017: Paul Watzlawick Ehrenring der Wiener Ärztekammer
- 2021: Johann-Heinrich-Merck-Preis[6]
- 2021: Bruno-Kreisky-Preis für das politische Buch – Preis für das publizistische Gesamtwerk[7]
- 2022: Ehrendoktorat der Universität Klagenfurt

## Werke (Auswahl)
- Das Widersetzliche der Literatur. Kritische Kritiken (= Protokolle, Jahrgang 1981, Band 4). Jugend und Volk, Wien/München 1981, ISBN 3-7141-7331-5.
- Liebe, Macht und Heiterkeit. Essays. Ritter, Klagenfurt 1985, ISBN 3-85415-031-8.
- Das phantasierte Exil. Essays. Ritter, Klagenfurt 1991, ISBN 3-85415-088-1.
- Der Stadtrat. Eine Idylle. Ritter, Klagenfurt 1995, ISBN 3-85415-166-7.
- Schreibkräfte. DuMont, Köln 2000, ISBN 3-7701-4587-9.
- Die toten Seelen in Österreich und anderswo. In: Elisabeth Schweeger, Eberhard Witt (Hgg.): Ach Deutschland! Belville, München 2000, ISBN 3-933510-67-8, S. 77–83.
- Schwere Vorwürfe, schmutzige Wäsche. Zsolnay, Wien 2006, ISBN 978-3-552-05370-0.
- Hilfe! Styria, Wien/Graz/Klagenfurt 2007, ISBN 3-222-13171-6.
- Memoiren. Ein Interview gegen mich selbst. Zsolnay, Wien 2008, ISBN 978-3-552-05433-2.
- Der Krückenkaktus – Erinnerungen an die Liebe, die Kunst und den Tod. Zsolnay, Wien 2011, ISBN 978-3-552-05549-0.
- Sämtliche Leidenschaften. Zsolnay, Wien 2014, ISBN 978-3-552-05694-7.
- Fortuna. Aus dem Magazin des Glücks. Zsolnay, Wien 2017, ISBN 978-3-552-05820-0.
- Lachen und Sterben. Zsolnay, Wien 2021, ISBN 978-3-552-07229-9.
- Schönheit, Ambition und Einsamkeit. Von, für und gegen Franz Schuh. Hrsg. von Bernhard Kraller. Sonderzahl, Wien 2022, ISBN 978-3-85449-596-3.
- Vom Guten, Wahren und Schlechten. Ein Lesebuch. Hrsg. von Bernhard Kraller, Sonderzahl, Wien 2022, ISBN 978-3-85449-597-0.
- Ein Mann ohne Beschwerden. Über Ästhetik, Politik und Heilkunde. Zsolnay, Wien 2023, ISBN 978-3-552-07360-9.